# 尼泊尔内战
尼泊尔内战是1996年－2006年尼泊尔发生的，由尼泊尔共产党（毛主义）发动的一场内战。尼泊尔皇家政府和尼泊尔共产党（毛主义）在全国范围内展开了战斗，后者大量使用游击战。冲突始于1996年2月13日，当时尼共（毛派）发起叛乱，其目的是推翻尼泊尔君主政体，建立人民共和国；它以2006年11月21日签署《全面和平协议》而结束。叛乱的特点是许多战争罪和危害人类罪，包括即决处决、屠杀、清洗、绑架和大规模强奸。它导致17000多人死亡，包括平民、叛乱分子、军队和警察人员；以及数十万人的国内流离失所，其中大部分是尼泊尔农村地区。据专员玛达比·巴塔报告，真相与和解委员会已收到约63000件投诉，而强迫失踪调查委员会收到约3000件投诉。

## 概述
1990年1月10日，联合左翼阵线成立，它与尼泊尔大会党是民主变革运动的中坚力量。然而，其他共产主义团体对联合左翼阵线和大会党之间的联盟感到不安，他们组成了一个平行的阵线：联合全国人民运动。联合全国人民运动呼吁选举制宪会议，并拒绝了联合左翼阵线和大会党与政府达成的妥协。1990年11月，尼泊尔共产党（团结中心）成立，其中包括联合全国人民运动的主要成员。1991年1月21日，尼泊尔共产党（团结中心）成立了尼泊尔联合人民阵线，由巴布拉姆·巴特拉伊担任领导人，作为竞选的公开阵线。尼泊尔共产党（团结中心）于1991年11月25日举行了第一次大会；它采取了“在通往新民主主义革命的道路上进行持久的武装斗争”的路线，并决定该党仍将是一个地下党。在1991年的选举中，尼泊尔联合人民阵线成为尼泊尔议会的第三大党。然而，关于尼泊尔共产党（团结中心）将采用何种策略，该党内部的分歧激增。一个由普什帕·卡马尔·达哈尔领导的团体主张立即进行武装革命，而另一个由尼玛尔·拉马领导的团体则声称尼泊尔武装斗争的时机尚未成熟。
1994年5月22日，尼泊尔共产党（团结中心）和尼泊尔联合人民阵线一分为二，激进派后来更名为尼泊尔共产党（毛主义）。这一派别将政府力量、主流政党和君主制描述为“封建势力”。武装斗争始于1996年2月13日，当时尼共（毛）在六个地区同时发动了七次袭击。最初，政府动员尼泊尔警察遏制叛乱。尼泊尔皇家军队没有参与直接战斗，因为冲突被视为治安问题。2001年6月1日，星期五，比伦德拉国王及其全家在纳拉扬希提宫的大屠杀中丧生。纳拉扬希提宫是沙阿君主的官邸。尼泊尔王位继承人迪彭德拉王子实施了这一行为，造成10人死亡，5人受伤——4名受害者受伤，1名是迪彭德拉在自杀未遂中开枪自杀后自残。迪彭德拉在去世前昏迷了三天，在此期间他被加冕为新国王。2001年7月25日，谢尔·巴哈杜尔·德乌巴政府和毛派叛乱分子宣布停火，并于当年8月至11月举行了和平谈判。这些和平谈判的失败导致武装冲突重新爆发，11月22日，毛派袭击了尼泊尔西部当区的一个军营。2002年，局势发生了巨大变化，双方的袭击次数大大增加，死亡人数比战争的任何一年都多。
作为回应，政府禁止发表反君主制声明，监禁记者，并关闭被指控站在叛乱分子一边的报纸。叛乱分子与政府之间举行了几轮谈判，并进行了临时停火。政府断然拒绝了叛乱分子对制宪议会选举的要求。与此同时，毛派拒绝承认君主立宪制的继续存在。2004年11月，政府拒绝了毛派提出的与贾南德拉国王直接谈判而不是通过总理德乌巴的要求，也拒绝了毛主义提出的由联合国等第三方调解讨论的要求。
在整个战争期间，政府控制了主要城市和城镇，而毛派统治了农村地区。2004年8月，毛派宣布对加德满都进行为期一周的封锁，后来被取消。
2005年2月1日，由于相对民主的政府无力恢复秩序，贾南德拉国王夺取了直接权力，宣布进入紧急状态，试图最终结束叛乱。他宣称，“民主和进步相互矛盾……在追求自由主义的过程中，我们绝不应忽视我们行为的一个重要方面，即纪律。”由于这次接管，英国和印度都暂停了对尼泊尔的物质支持。根据尼泊尔报纸《Kantipur》的报道，2005年11月，中国向甘德拉政权提供了武器和军事装备；这是中国在长达十年的冲突中首次提供武器。2005年5月5日，针对贾南德拉国王的接管，七个政党开始谈判，组建七党联盟（SPA）。  2005年11月22日，在印度政府的支持下，毛派反叛分子和SPA联合发布了一项12点决议，将君主专制描述为“民主、和平、繁荣、社会进步和一个独立和主权的尼泊尔”的主要障碍，并承诺举行制宪会议选举，让毛派反叛者放弃暴力。
2006年，暴力冲突大幅减少，相反，抵抗转变为非暴力的民主示威。2月份举行的市政选举遭到七个主要政党的抵制。相反，70多个小政党提拔了候选人。据官方统计，选民的支持率为20%。整个4月，尼泊尔各地举行了支持民主的游行，19名示威者被打死，400多名抗议者被捕，另有数十人受伤。4月21日，贾南德拉国王宣布，他将把治理权交给SPA，但这一提议遭到了毛派叛军和SPA的拒绝。4月24日，贾南德拉国王宣布，他还将恢复众议院，这让组成恢复众议院的SPA感到满意。8月9日，政府和毛派叛军同意接受联合国监督和平进程并管理双方的武器。11月21日，政府、SPA和毛派叛军签署了《全面和平协议》，正式结束了内战。
内战迫使年轻工人在国外寻找工作，主要是在波斯湾和东南亚。尼泊尔的经济仍然严重依赖这些移民工人的外国收入。由于内战，尼泊尔的旅游业遭受了巨大损失。

## 时间线
- 1996年2月13日：尼泊尔共产党（毛）发动“人民战争”

- 2001年1月：政府成立了武装警察部队，这是一支打击叛乱分子的准军事部队。

- 2001年5月28日：主席普拉昌达接受了共产党杂志《胜利的世界》的采访。[18]

- 2001年6月1日：比伦德拉国王和大多数王室成员在尼泊尔王室大屠杀中丧生。由首席大法官Keshav Prasad Upadhaya和众议院议长Taranath Ranabhat组成的事件调查委员会指控王储迪彭德拉犯有谋杀罪。根据传统，迪彭德拉在自杀未遂后昏迷，被加冕为国王。据推测，他于2001年6月4日去世。贾南德拉随后被加冕为国王。[19]

- 2001年8月3日：第一轮和平谈判开始。

- 2001年11月23日：当毛派撤退并对42个地区的警察和军队哨所发动猛烈袭击时，和平谈判破裂。

- 2001年11月26日：Sher Bahadur Deuba政府宣布全国进入紧急状态，并部署尼泊尔军队。[20][21]

- 美国国务院宣布毛派政党为恐怖组织。美国国会批准1200万美元用于训练尼泊尔皇家陆军军官和供应5000支M16步枪。[22]

- 2002年5月：和平谈判破裂。[21]

- 2002年5月：军队和毛派部队在Pyuthan和Rolpa地区边界沿线的Lisne Lekh以及Rolpa的Gam村发生了大规模战斗。

- 2002年5月22日：贾南德拉国王根据总理谢尔·巴哈杜尔·德乌巴的建议解散议会，并下令举行新的选举。解散的理由是反对紧急状态。

- 2002年7月11日：消息泄露，比利时武器制造商FN Herstal被允许向尼泊尔君主制交付5500门M249 SAW轻机枪，这是所有联盟政党做出的决定。外交部长路易斯·米歇尔谈到“一个多元民主的国家”

- 2002年10月4日：贾南德拉国王废黜了总理德乌巴和整个部长会议，行使了行政权力，并取消了原定于2002年11月11日举行的解散的众议院选举。

- 2002年10月11日：贾南德拉国王任命洛肯德拉·巴哈杜尔·昌德为总理。

- 2003年1月：美国与尼泊尔军队举行演习。[22]毛派叛乱分子在早晨时杀害了武装警察总监Krishna Mohan Shrestha、他的妻子和保镖、武装警察部队警长Subhash Bahadur Gurung，就像他们过去在周日早上那样，目的是代表同胞的普遍安全。监察长和他的妻子当时是首都一所国际学校的老师，他们都没有携带武器。他们被毛派使用的56式步枪和G3步枪的子弹打得千疮百孔。

- 2003年1月29日：第二次停火协议达成，和平谈判开始。[21][21]

- 2003年5月13日：政府和尼共共同宣布的关于双方商定的停火期的行为准则。[23]

- 2003年8月17日：在尼泊尔陆军、警察和空军联合发动的攻势中，尼泊尔军队和警察部队在尼泊尔中部的Ramechhap地区杀死了39名毛派叛军。7名尼泊尔军队士兵和5名武装警察也在行动中丧生。

- 2003年8月24日：毛派发出最后通牒，威胁如果政府在48小时内不同意将毛派参加制宪会议的问题包括在内，就退出停火协议。

- 2003年8月26日：毛派的最后通牒到期。

- 2003年8月27日：毛派呼吁举行为期三天的罢工，谴责军队对其干部的袭击。[21]

- 毛派单方面退出1月29日的停火。普拉昌达的声明重申了叛军要求结束君主制，建立“人民共和国”的要求，他说：“由于旧政权已经通过停火和和平谈判结束了对所有现有问题的前瞻性解决，我们在此宣布，停火和和平进程背后的理由已经结束。”[21]

- 2003年8月28日：毛派杀手在加德满都的家中枪杀了尼泊尔皇家陆军的两名上校，造成一人死亡，另一人受伤。[24]

- 2003年8月29日：毛派叛乱分子试图暗杀尼泊尔部长德文德拉·拉吉·坎德尔，但没有成功。

- 2003年8月31日：毛派叛乱分子伏击了位于鲁潘迪的尼泊尔警察哨所，造成4名警察死亡。

- 2003年9月2日：毛派叛乱分子伏击了位于Siraha的尼泊尔警察哨所，造成2名警察死亡，4人受伤。[25]

- 2003年9月27日：“官员们表示，尽管游击队计划从2003年10月2日起休战9天，但包括8名叛乱分子和4名警察在内的15人被杀，疑似毛派分子轰炸了5家政府公用设施。一名警察表示，在加德满都以东340公里的Khotang区的Chhita Pokhara，8名毛派分子在与安全部队的枪战中被杀。4名警察也被杀。一名官员说，在尼泊尔东部的其他地方，毛派在Jaljale Gaighat地区杀害了两名警察，警察Purna Prasad Sharma和警察局长Radha Krishna Gurung，以及一名贩卖甲虫坚果的妇女Kali Tamang该地区首席行政官Sitaram Prasad Pokharel说，当警察检查乘客时，七名毛派分子从一辆公共巴士上下来，突然用自动手枪开火，造成三人死亡，两人受伤。警方表示，在加德满都东南260公里的印度边境工业中心贾纳克布尔，普拉昌达直接指挥的毛派分子在清晨实施了五次爆炸，扰乱了电话服务和电力供应。警方副警司Bharat Chhetri表示，没有人直接死于爆炸，但一名老人在听到爆炸声后死于心脏病发作。他说，被炸毁的地点包括公路部和尼泊尔电力局的办公室以及一座电信塔。卡德卡表示，爆炸发生后，警察和毛派交火了近40分钟，但叛军逃脱，37人受伤。"[26]

- 2003年10月13日：估计有3000名毛派分子试图袭击巴鲁旺的警察培训中心，造成至少42名新兵和9名毛派人士死亡。目击者Krishna Adhikary告诉路透社：“‘叛军折断了电话电缆，通过砍伐树木或炸毁公路桥设置路障，以阻止增援部队的到来。’”[27]

- 2003年10月27日：“阿德里安·格里菲斯上校和六名尼泊尔国民上周在加德满都以西300公里的巴格隆被俘42小时后获释，当时他们正在招募年轻的廓尔喀士兵加入英国军队。”党主席普拉昌达说：“我们对发生的违反党的政策的事件感到抱歉。”[28]

- 2003年11月11日：国防部指控毛派在前一周绑架了尼泊尔西部穆古区里瓦中学的29名九年级和十年级学生。[29]

- 2003年11月15日：在尼泊尔，包括尼泊尔警察部队在内的四名警察在一家茶店被两名毛派武装叛乱分子从后面开枪打死，他们骑着摩托车靠近并立即逃离。

- 2003年11月19日：据一名尼泊尔陆军官员称，在加德满都东北114公里的中国哈萨边境点，有四人从西藏向尼泊尔走私武器，被抓获。这名官员名叫希拉·拉尔·什雷斯塔和贾尔詹·夏尔巴，并表示他们在西藏的日喀则镇接受审讯。[30]

### 2004年
- 2004年2月5日：Bhairavnath营对Makwanpur区Bhimad的一个村庄进行了一次陆军突袭。有报道称，14名疑似毛派叛乱分子和两名平民被捕后被处决。大赦国际后来写信给总理苏里亚·巴哈杜尔·塔帕和尼泊尔皇家陆军人权小组负责人尼伦德拉·阿里亚尔准将，要求立即进行调查。[31]

- 2004年2月10日：据报道，尼共的两名中央委员会成员Matrika Yadav和Suresh Paswan已被印度移交给尼泊尔。据报道，在尼泊尔提供信息后，他们在勒克瑙被捕。[32]

- 2004年2月13日：在这一天，革命开始八周年之际，Ganesh Chilwal领导了一场反毛主义抗议活动。

- 2004年2月15日：Ganesh Chilwal在加德满都办公室被两名疑似毛派枪杀。[33]

- 2004年2月15日：加德满都以西360公里的卡利科特区毛派丛林基地爆发战斗。据说该基地有5000名毛派士兵。2004年2月17日，一名安全官员表示，一架飞往卡利科特的私人直升机被毛派的炮火击中，但已安全返回加德满都。据报道，2004年2月18日，65名毛派分子被杀，尽管这与其他报道的35人和48人的死亡人数相冲突。[34]

- 2004年2月15日和16日：尼泊尔国家广播电台报道，13名毛派反叛分子在与全国各地安全部队的七次小型冲突中丧生。[35]

- 2004年2月18日：据警方称，2002年被贾南德拉国王解散的国会议员Khem Narayan Faujdar在首都西南200公里的纳瓦尔帕拉西区被两名骑摩托车的毛派嫌疑人枪杀。[36]

- 2004年4月2日：自1990年以来最大规模的集会在加德满都开始。他们被称为“亲民主”和“反君主制”。[37][38]

- 2004年4月3日：超过12辆卡车在尼泊尔西部边境哨所等待从印度取汽油时被烧毁。印度谴责这些袭击，并誓言打击恐怖主义。[39]

- 2004年4月4日：在加德满都的示威活动中，“大约150名示威者在警察的警棍冲锋中被击中”[40]

- 2004年4月4日：“数百名毛派反叛分子”袭击了贾杜霍拉Yadukuwa的一个警察哨所。13名警察死亡，7人受伤，35人失踪。8-9名毛派分子也被杀害。“目击者称，超过500名反叛分子袭击了警察哨所，并于周日晚上9点左右（格林尼治标准时间1515）开始发射突击步枪和RPG-7火箭。战斗持续了两到三个小时。”其他报道称，有400名反叛分子。[39]

- 2004年4月4日：在该国西部，三名印度商人被枪击受伤，车辆被烧毁。[41]

- 2004年4月5日：为期三天的全国罢工开始，由尼共（毛）发起，遭到在加德满都抗议君主制的“五个政党联盟”的反对，并表示罢工将阻碍加德满都示威者的行动。普拉昌达说：“现在是时候赢得与封建势力的联合斗争了，因为国王正试图将国家带回18世纪。”[42]

- 2004年4月5日：上午，在加德满都以东50公里的达尔科拉，3名士兵被其车辆引爆的尼泊尔共产党地雷炸死，7人受伤。

- 2004年4月5日：在加德满都的冲突中，“约50000”示威者与警方对峙，至少140人受伤。示威者试图冲破王宫附近的警察路障。警方用催泪瓦斯回应，据报道抗议者被警方警棍打伤。石头和砖块由双方投掷。拉利特普尔和巴克塔普尔也发生了示威活动。与此同时，据报道，贾南德拉国王一直在尼泊尔西部的村庄旅游。[38]

- 2004年4月5日：印度政府宣布，将不再为在尼泊尔购物的印度官员提供警察护送，以阻止此类旅行。恐惧是基于尼泊尔共产党（毛主义）针对印度人。一名高级警官表示：“我们担心，如果毛派继续以尼泊尔境内的印度人为目标，这里可能会遭到报复。”[43]

- 2004年6月24日：前总理的侄子在丹库塔区被毛派叛乱分子砍死。[44]

- 2004年8月16日：加德满都一家受欢迎的豪华酒店Soaltee酒店遭到轰炸，因为它拒绝了毛派要求关闭酒店的要求。[45]

- 2004年8月18日：一枚炸弹在尼泊尔南部的一个市场爆炸。爆炸造成一名12岁男孩死亡，包括三名警察在内的六人受伤。此外，毛派叛军要求释放被俘的游击队，并威胁要袭击车辆，从而阻止加德满都附近的所有道路交通。尼泊尔的一些企业因受到威胁而关闭。

- 2004年9月10日：一枚炸弹在加德满都的美国信息服务局办公室爆炸。

- 2004年9月13日：美国和平队暂停行动，非必要的美国大使馆人员从尼泊尔撤离。

- 2004年11月9日：星期二，疑似毛派反叛分子在尼泊尔首都加德满都市中心正在建设的政府办公大楼Karmachari Sanchaya Kosh办公大楼引爆威力巨大的炸弹，造成36人受伤。

- 2004年11月11日：毛派分子在鲁潘迪区Butwal-6的办公室前杀害了NID副警司Hemraj Regmi。

- 2004年12月15日：毛派发动突然袭击，导致20名政府安全人员在Arghakhanchi西部地区丧生。

- 2004年12月16日：16名毛派反叛分子在Dailekh西部地区与尼泊尔安全部队的冲突中丧生。

- 2004年12月23日：毛派部队对加德满都发动封锁。

- 2004年12月26日：超过15000人在加德满都举行和平集会。

### 2005年
- 2005年1月8日：毛派拘留并随后释放了六辆巴士上的300名乘客，这些巴士无视他们对加德满都的封锁。

- 2005年1月10日：总理德乌帕表示，除非毛派出面与政府谈判，否则他将增加国防开支以打击毛派。

- 2005年1月11日：抗议和封锁政府燃料价格上涨10%至25%。

- 2005年1月15日：据称毛派从凯拉里的Chuha村拘留了14名印度廓尔喀人。

- 2005年1月29日：Lamjung地区的政府领导人被绑架并被枪杀，头部中弹。[46]

- 2005年2月1日：贾南德拉国王解散德乌巴政府，禁止所有新闻报道。军队开始逮捕高级政治领导人、记者、工会成员、人权活动家和民间社会领导人。所有电话和互联网连接都被切断。

- 2005年4月7日：毛派袭击了鲁库姆卡拉的一个军事基地，损失300人。

- 2005年6月6日：Badarmude公交车爆炸：一辆满载乘客的客车在Chitwan区碾过一枚叛军地雷，造成约38名平民死亡，70多人受伤。

- 2005年8月9日：毛派叛军在尼泊尔中西部杀害了40名安保人员。

- 2005年9月3日：毛派宣布单方面停火三个月，以拉拢反对党。

- 2005年10月：在罗尔帕举行的春邦中央委员会会议决定与反对国王的政党联手

- 2005年11月19日：经过谈判，毛派叛军同意与反对派政治家共同反对贾南德拉国王的统治。[47]

### 2006年
- 2006年1月2日：反叛分子决定不延长为期四个月的停火，称政府多次袭击毛派村庄，破坏了停火。[48]

- 2006年1月14日：毛派对加德满都山谷的五个军事和准军事目标发动了协调一致的袭击，这首次表明他们有能力在山谷内组织暴力，促使政府在接下来的几天里实行夜间宵禁。

- 2006年3月14日：尼泊尔叛军延长道路封锁；呼吁于2006年4月3日举行全国性罢工。[49]

- 2006年4月5日：大罢工开始时，毛派部队承诺不使用暴力。

- 2006年4月6日至7日：抗议者与警方发生冲突，数百人被捕，数十人受伤。

- 2006年4月8日：加德满都实行宵禁，时间为晚上10点至上午9点。国王下令“一看到违反宵禁的抗议者就开枪”。[50]

- 2006年4月9日：大罢工计划结束。据英国广播公司报道，政府延长了宵禁时间。数千名示威者反抗宵禁，在两天的骚乱中造成三人死亡。[51]

- 2006年4月26日：毛派开始疏通街道和道路，但提出了一些条件。

- 2006年4月27日：毛派叛乱分子应新任命的总理吉里贾·普拉萨德·科伊拉腊的要求，在加德满都举行了数周的民主抗议活动后，宣布单方面休战三个月，并鼓励组建新的制宪会议以改写国家宪法。[52]

- 2006年5月3日：尼泊尔新内阁宣布停火。这件事没有被认真对待。内阁还宣布，毛派叛军将不再被视为恐怖组织。叛军也被鼓励开启和平谈判。[53]

- 2006年11月21日：和平谈判结束，总理柯伊拉腊和毛派领导人普拉昌达签署了《全面和平协议》。该协议允许毛派参与政府，并将他们的武装置于联合国的监督之下。[54]

## 后果
超过丧生，包括1996年至2005年被毛派杀害的4000多名尼泊尔人，以及1996年至05年被政府军杀害的8200多名尼泊尔人。此外，估计有100000至150000人因冲突而在国内流离失所。此外，这场冲突扰乱了大多数农村发展活动。这场革命导致了尼泊尔的政治、社会变革。

## 司法过渡时期
作为一个过渡司法机制，和平与重建部于2007年7月提出立法，将在尼泊尔设立真相与和解委员会。议会成立了真相与和解委员会，负责调查：“谋杀、绑架和劫持人质，造成伤残和伤残，身心折磨，强奸和性暴力，抢劫、占有、损坏或纵火私人或公共财产，强行驱逐房屋和土地或任何其他形式的流离失所，以及任何不符合国际人权或人道主义法的不人道行为或其他危害人道主义罪。”
还有另一个调查强迫失踪的委员会，并就赦免政府和叛军虐待行为的提议进行了辩论。这两个委员会都成立于2013年。然而，全国大会党领导的政府没有延长工作委员会的任期，将其解散，并据称成立了一个有利于它的新委员会。
2016年，真相与和解委员会委员Madhabi Bhatta在国家电视台上表示，即使是时任总理、前游击队最高指挥官普拉昌达也将接受委员会的质询，她报告说，她感受到了来自前极端分子的安全威胁。

### 军队改革
2012年4月10日，尼泊尔军队最终控制了尼共（毛）的武装派别人民解放军。时任总理、陆军整编特别委员会主席巴卜拉姆·巴塔拉伊于2012年4月告诉委员会，尼泊尔军队将进驻所有15个解放军营地，全面控制，并控制了锁在那里集装箱里的3000多件武器。共有6576名战斗人员选择了自愿退休计划，该计划承诺根据他们的军衔发放50万至80万尼泊尔卢比的支票。
在重组的第一阶段（2011年11月18日至12月1日），9705名前战斗人员选择融入国民议会。这是一项具有里程碑意义的成就，在三个主要政党——联尼共-毛主义、，尼泊尔共产党（统一马列）和尼泊尔大会党，以及几个马德西团体的伞式组织，民主马德西联合阵线。该协议为前解放军战斗人员提供了三种选择——融合、自愿退役和康复。9705名战斗人员选择了融合，7286人选择了自愿退伍，6名战斗人员登记了他们的名字以获得一揽子康复计划。在2007年5月26日进行的第二次核查中，联合国尼泊尔特派团登记了19602名战斗人员。泄露的普拉昌达视频后来于2009年5月5日由图像频道播出，其中帕尔昌达声称向联尼特派社提供了夸大的毛派战斗人员人数。
2012年4月14日，委员会的决定规定，综合战斗人员的军衔将根据政府的标准而不是解放军的标准确定。一个遴选委员会将由尼泊尔公共服务委员会主席或其任命的一名成员领导，并将在国家情报局下设立一个总局，由一名中将领导，以吸收整合的战斗人员。战斗人员必须接受三到九个月的训练，具体取决于他们的级别。该局只用于救灾、工业安全、发展以及森林和环境保护。4月17日，国民议会表示，在政治层面最终确定总局的领导结构和规模之前，它无法开始招募前毛派战斗人员。2012年4月19日，三大政党同意将两个单独提议的真相与和解委员会和失踪问题委员会合并为一个委员会。